# Malo Krčmare
Malo Krčmare (cyr. Мало Крчмаре) – wieś w Serbii, w okręgu szumadijskim, w gminie Rača. W 2011 roku liczyła 425 mieszkańców.